# Copa Asobal 2015
La XXVI edición de la Copa Asobal se celebró entre el 19 y el 20 de diciembre de 2015, en el Palacio de Deportes de León.
En ella participaron los tres primeros equipos de la Liga ASOBAL 2015-16 al término de la primera vuelta de la competición, que fueron el FC Barcelona Lassa, el Naturhouse La Rioja y el Frigoríficos Morrazo Cangas, y el equipo organizador de la competición, el Abanca Ademar León.
Este campeonato se jugó con la fórmula de eliminación directa (a partido único en semifinales y final), y el emparejamiento de las semifinales se estableció por sorteo puro. El equipo campeón obtuvo una plaza para disputar la Liga de Campeones 2016-17.

## Eliminatorias
|  | Semifinales                 | Semifinales                 | Semifinales         |                     |                    | Final              | Final | Final |  |
|  |                             |                             |                     |                     |                    |                    |       |       |  |
|  |                             |                             |                     |                     |                    |                    |       |       |  |
|  | FC Barcelona Lassa          | FC Barcelona Lassa          | 34                  |                     |                    |                    |       |       |  |
|  | FC Barcelona Lassa          | FC Barcelona Lassa          | 34                  |                     |                    |                    |       |       |  |
|  | Frigoríficos Morrazo Cangas | Frigoríficos Morrazo Cangas | 21                  |                     |                    |                    |       |       |  |
|  | Frigoríficos Morrazo Cangas | Frigoríficos Morrazo Cangas | 21                  |                     | FC Barcelona Lassa | FC Barcelona Lassa | 35    |       |  |
|  |                             |                             |                     |                     | FC Barcelona Lassa | FC Barcelona Lassa | 35    |       |  |
|  |                             |                             | Naturhouse La Rioja | Naturhouse La Rioja | 31                 |                    |       |       |  |
|  | Abanca Ademar León          | Abanca Ademar León          | Naturhouse La Rioja | Naturhouse La Rioja | 31                 | 30                 |       |       |  |
|  | Abanca Ademar León          | Abanca Ademar León          |                     |                     |                    | 30                 |       |       |  |
|  | Naturhouse La Rioja         | Naturhouse La Rioja         | 32                  |                     |                    |                    |       |       |  |
|  | Naturhouse La Rioja         | Naturhouse La Rioja         | 32                  |                     |                    |                    |       |       |  |
|  |                             |                             |                     |                     |                    |                    |       |       |  |

| Campeón                       |
| FC Barcelona Lassa 11º título |

- Datos: Q21780806